# Palaeopantodon vandersypeni
Palaeopantodon vandersypeni è un pesce osseo estinto, appartenente agli osteoglossiformi. Visse nel Cretaceo superiore (Cenomaniano, circa 100 - 95 milioni di anni fa) e i suoi resti fossili sono stati ritrovati in Libano.

## Descrizione
Questo pesce era di dimensioni minuscole e non superava i 2 centimetri di lunghezza. Era dotato di un corpo alto e compresso lateralmente, caratterizzato da una pinna dorsale bassa e allungata che percorreva gran parte della linea mediana del corpo, e di un muso estremamente corto. La morfologia generale e alcune caratteristiche dello scheletro richiamano altri osteoglossiformi attuali come Pantodon (l'allargamento delle ossa nasali, la posizione avanzata del cinto pelvico, l'allungamento delle pinne ventrali, lo sviluppo di spine neurali complete sulla vertebra preurale 1 e sulla vertebra urale 1, la perdita degli epurali). Altri generi simili, anch'essi del Cretaceo del Libano (Prognathoglossum, Pankowskipiscis e Petersichthys) erano dotati di piccole ossa nasali a forma di tubo, cinto pelvico più arretrato e piccole pinne ventrali. 

## Classificazione
Palaeopantodon è considerato un membro arcaico dei Pantodontidae, una famiglia di pesci osteoglossiformi comprendente una specie attuale (Pantodon buchholzi) e altre quattro specie fossili del Libano (Prognathoglossum kalassyi, Pankowskipiscis haqelensis, Petersichthys libanicus e Capassopiscis pankowskii). 
Palaeopantodon vandersypeni venne descritto per la prima volta nel 2022, sulla base di resti fossili ritrovati in Libano nella zona di Haqel, in sedimenti di origine marina risalenti al Cenomaniano.